# Amazon-jégmadár
Az Amazon-jégmadár (Chloroceryle amazona) a madarak osztályának szalakótaalakúak (Coraciiformes) rendjébe és a jégmadárfélék (Alcedinidae) családjába tartozó faj.

## Rendszerezése
A fajt John Latham angol ornitológus írta le 1790-ben, az Alcedo nembe  Alcedo amazona néven.

## Előfordulása
Mexikó, Belize, Costa Rica, Guatemala, Honduras, Nicaragua, Salvador, Panama, Trinidad és Tobago, Argentína, Brazília, Bolívia, Ecuador, Francia Guyana, Kolumbia, Guyana, Peru, Paraguay, Uruguay, Suriname és Venezuela területén honos.
Természetes élőhelyei a szubtrópusi és trópusi mangroveerdők, tengerparti sós és édesvizű tavak, folyók és patakok környéke. Állandó, nem vonuló faj.

## Megjelenése
Testhossza 30 centiméter, a hím testtömege 98–121 gramm, a tojóé 125–140 gramm. A hímnek vörös a melle.
|  |  |

## Életmódja
Halakkal és rákokkal táplálkozik.

## Természetvédelmi helyzete
Az elterjedési területe rendkívül nagy, egyedszáma stabil. A Természetvédelmi Világszövetség Vörös listáján nem fenyegetett fajként szerepel.

## Külső hivatkozás
- Képek az interneten a fajról[halott link]
- Ibc.lynxeds.com - videók a fajról
- Xeno-canto.org - a faj hangja